# North Richland Hills
North Richland Hills è una città degli Stati Uniti d'America, situata nello Stato del Texas, nella Contea di Tarrant.